# 寺家遺跡
座標: 北緯36度55分12秒 東経136度46分21秒 / 北緯36.92000度 東経136.77250度

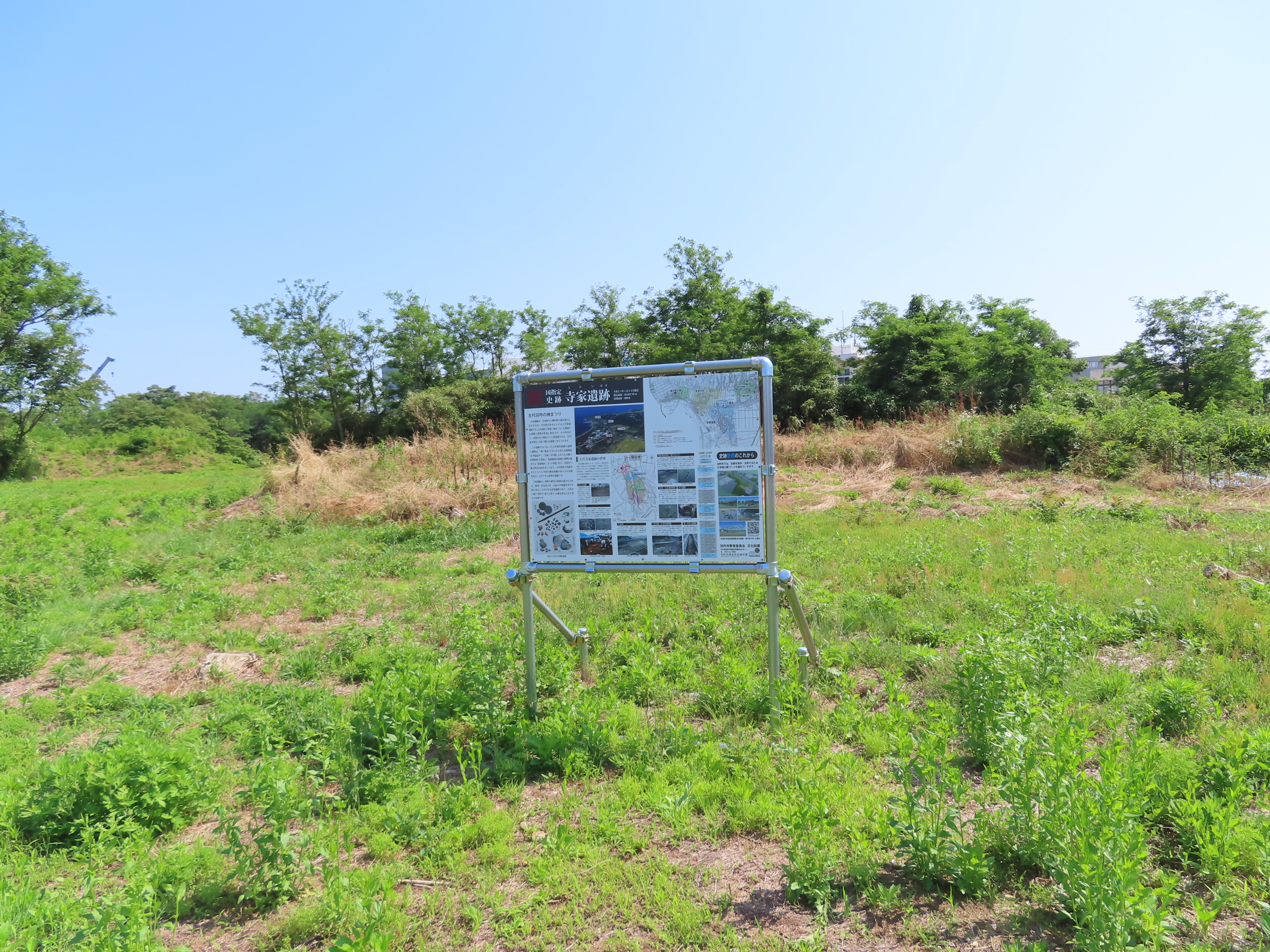
寺家遺跡（2023年6月）

寺家遺跡（じけいせき）は、石川県羽咋市寺家町一帯の海岸砂丘上にある祭祀遺跡・複合遺跡。2012年（平成24年）1月24日に国の史跡に指定された。

## 概要
能登海浜道路の建設に伴い、1978年（昭和53年）から3年間にかけて大規模な発掘調査が行われた。
後に能登国一宮となった気多大社と密接な関係を持つ遺跡と言われ、縄文時代から室町時代にかけての複合遺跡となっている。竪穴建物37軒・掘立柱建物44棟・土塁つきの中世建物22棟をはじめ、製塩炉・小鍛冶炉などの遺構が発掘され、出土品も縄文土器・弥生土器・土師器・須恵器・三彩・緑釉・白磁・青磁・貿易陶磁などをはじめ、銅鈴・海獣葡萄鏡・貨幣・金具やガラス製品など幅広い。古代には気多大社の祭祀で用いる塩や鉄器・銅器・木器・ガラス器の工房が設置されてその生産に関わった神戸も居住し、中世期には大社の経営に関わる施設が設置されていたと推定されている。更に気多大社が渤海との交易に深い関わりを持っていたことから、渤海使を迎える能登客院関連施設もあったとする説もある。平安時代中期（10世紀）と室町時代後期（15世紀）の2度にわたる砂丘の侵入によって廃絶したとみられている。